# Molly Ephraim
Molly Ephraim est une actrice américaine née le 22 mai 1986 à Philadelphie, en Pennsylvanie, aux États-Unis.

## Filmographie[1],[2]

### Courts métrages
- 2012 : Sleep Attack de Ben Fast : Claire

### Longs métrages
- 2008 : Papa, la fac et moi de Roger Kumble : Wendy Greenhut
- 2010 : Paranormal Activity 2 de Tod Williams : Ali
- 2013 : Paranormal Activity: The Marked Ones de Christopher Landon : Ali
- 2015 : Gravy de James Roday Rodriguez : Cricket
- 2018 : Front Runner : Le Scandale (The Front Runner) de Jason Reitman : Irene Kelly

### Téléfilms
- 2010 : The Wonderful Maladys d'Alan Taylor : Fille emo
- 2017 : Parked d'Ivan Diaz : Lorraine

### Séries télévisées
- 2003 : Hench at Home - Saison 1 : Ally Hench
- 2008 : New York, police judiciaire - Saison 18 Épisode 10 : Anne-Marie Liscomb
- 2009 : Royal Pains - Saison 1 Épisode 10 : Beth Samuels
- 2011 - 2017 : C'est moi le chef ! (130 épisodes) : Mandy Baxter
- 2014 : It Could Be Worse (1 épisode) : Alison
- 2016 : Now We're Talking (5 épisodes) : Michelle
- 2017 : Brockmire - Saison 1 (3 épisodes) : Barmaid
- 2017 : Halt and Catch Fire (5 épisodes) : Alexa Vonn
- 2018 : Casual (3 épisodes) : Jess
- 2019 : The Act - Saison 1 Épisode 8 : Avocate de Gypsy
- 2019 : Modern Family (1 épisode) : Libby
- 2020 - 2023 : Perry Mason (9 épisodes) : Hazel Prystock
- 2021 : Pretty Smart (en) (1 épisode) : Margot Wainwright
- 2022 : Angelyne - Saison 1 (2 épisodes) : Wendy Wallach
- 2022 : Une équipe hors du commun - Saison 1 : Maybelle